# Ernst Leitz II

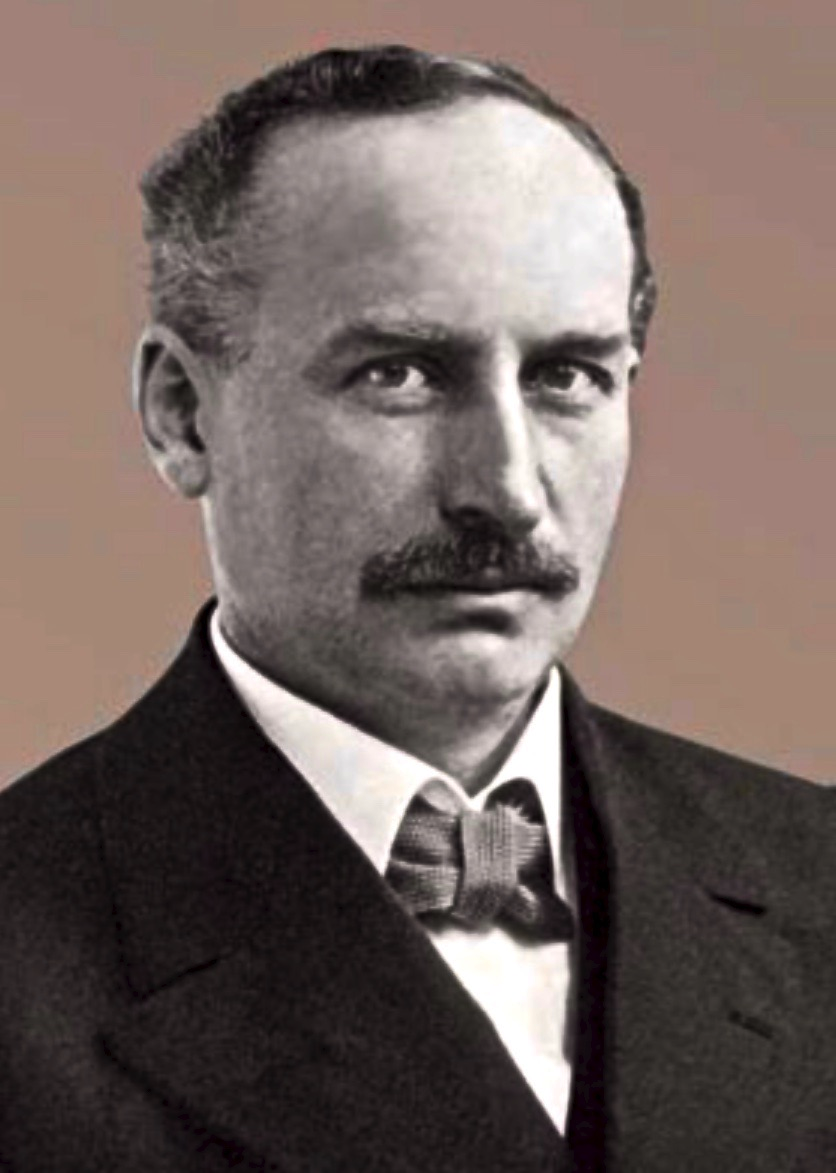
Ernst Leitz II etwa 1925

Ernst Leitz II (* 1. März 1871 in Wetzlar; † 15. Juni 1956 in Gießen) war ein deutscher Unternehmer.

## Leben
Ernst Leitz war der zweite Sohn des Unternehmers Ernst Leitz I. Nach einer Lehre zum Feinmechaniker im väterlichen Betrieb und einer Ausbildung zum Kaufmann trat er 1906 als Teilhaber in das optische Unternehmen Leitz ein und wurde nach dem Tod seines Vaters im Jahr 1920 Alleingesellschafter.
Er widmete sich zunächst der Entwicklung neuer Mikroskope, insbesondere des ersten auch für hohe Vergrößerungen einsetzbaren Binokularmikroskops der Welt, das 1913 auf den Markt kam. Auch das große Forschungsmikroskop Ortholux mit eingebauter Beleuchtung (1935) wurde ein großer Erfolg.
Die von seinem Mitarbeiter Oskar Barnack entwickelte Kleinbildkamera mit den Wechselobjektiven von Max Berek fand seit 1925 weltweite Verbreitung. Die kleine, leichte Leica mit einem Filmformat von 24 mm × 36 mm und der Möglichkeit, 36 Aufnahmen in Folge machen zu können, löste die oft schweren und klobigen Plattenkameras für statische Einzelaufnahmen ab. Sie begründete als erste die dynamische live Fotografie und veränderte die Welt der Fotografie, insbesondere die der Printmedien. Das Leica-Format wurde zur weltweiten Norm und ermöglichte der fototechnischen und fotochemischen Industrie weltweit einen großen wirtschaftlichen Aufschwung.
Die betriebliche Sozialpolitik führte Leitz im Sinne seines Vaters fort, indem er eine Angestelltenunterstützungs- und Ruhegehaltskasse sowie eine Betriebskrankenkasse gründete. Mit seinem Vater führte er 1906 bereits den 8-Stunden-Arbeitstag ein, zwölf Jahre bevor er gesetzlich vorgeschrieben wurde.
Leitz war Mitglied der linksliberalen DDP (später Deutsche Staatspartei) und des Reichsbanners Schwarz-Rot-Gold, einer Organisation zur Verteidigung der Weimarer Republik. Zu verschiedenen Reichstagswahlen kandidierte er für die DDP. Am 10. März 1941 beantragte er die Aufnahme in die NSDAP und wurde zum 1. April desselben Jahres aufgenommen (Mitgliedsnummer 8.822.317).
Ernst Leitz war mit Theodor Heuss befreundet und seit 1945 Mitglied der FDP. Die Organisation Anti-Defamation League (ADL), die sich gegen Antisemitismus einsetzt, würdigte im Jahr 2007 seine humanitären Verdienste mit der Auszeichnung „Courage to Care“.
Seine drei Söhne Ludwig, Ernst und Günther folgten ihm als Geschäftsführer des Familienunternehmens.

### Unternehmerisches Risiko
Mit den Worten „Ich entscheide hiermit: Es wird riskiert“ beschloss Ernst Leitz im Jahr 1924 die Markteinführung der Leica-Kleinbildkamera. Dies war seine bedeutendste unternehmerische Entscheidung. Ernst Leitz erkannte frühzeitig den Trend zu kompakten, handlichen Kameras. Hierfür war die Entwicklung eines neuen Systems für das Kleinbildformat (24 mm × 36 mm) nötig. Der Erste Weltkrieg verzögerte die Markteinführung der neuen Kamera um zehn Jahre. Die Hyperinflation und das Desinteresse des Fotofachhandels bezüglich Umstellung auf die neue Vergrößerungstechnik erschwerten die Markteinführung. Ernst Leitz sah jedoch die Möglichkeit, seinen Arbeitern eine sichere Beschäftigung während der Depression zu geben. Durch seine Zivilcourage und seine große unternehmerische Risikobereitschaft (Erschließung eines neuen Marktes) legte Ernst Leitz den Grundstein für den Erfolg der Leica.

### NS-Zeit

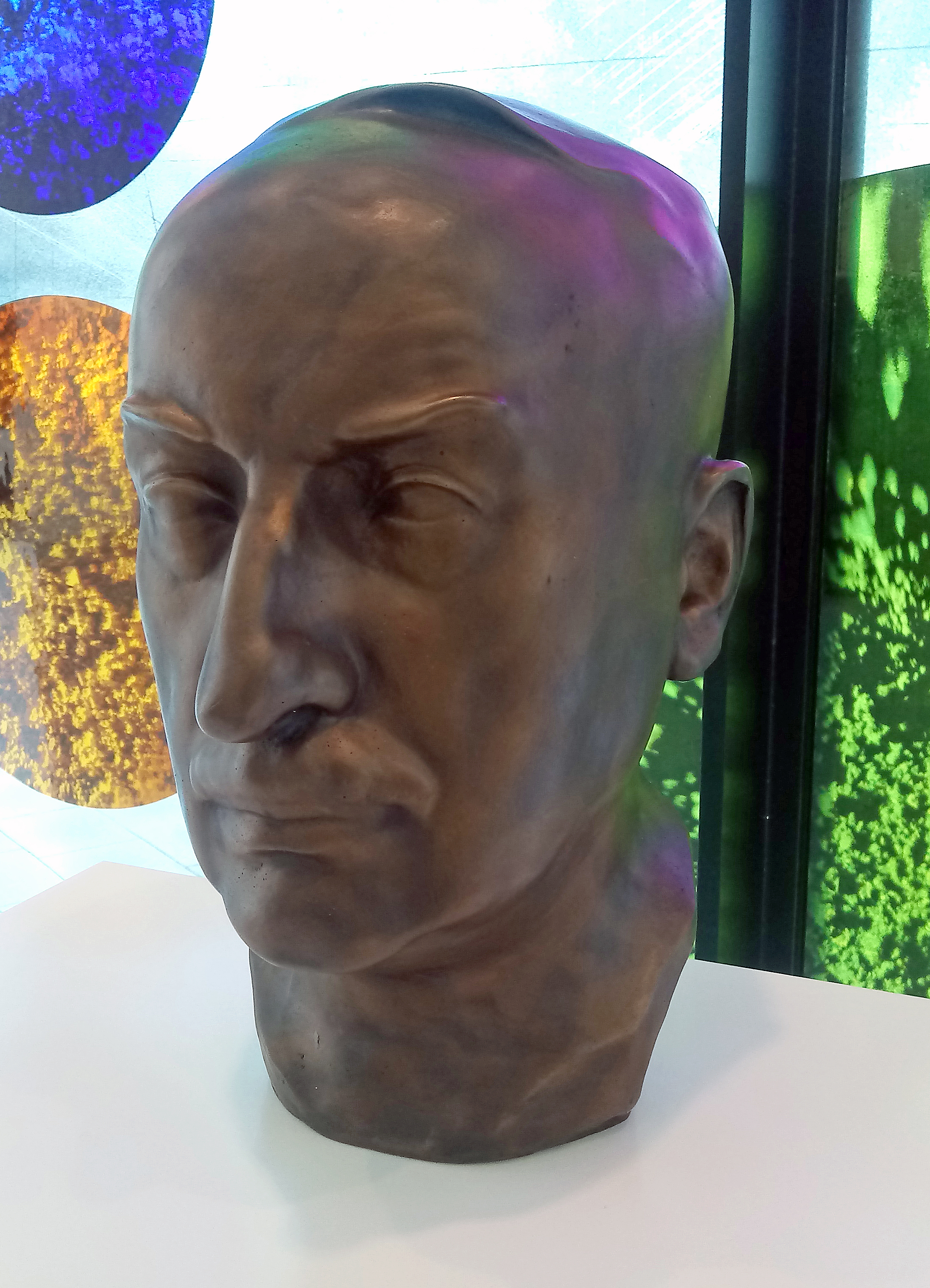
Ernst Leitz II (1871 – 1956)

Ernst Leitz war vor der Machtübernahme durch die Nationalsozialisten ein führender Demokrat. Er gehörte im Jahr 1918 zu den Gründern der Deutschen Demokratischen Partei in Wetzlar, war demokratischer Stadtverordneter, Kandidat der DDP für verschiedene Reichstagswahlen und Mitglied des Reichsbanners Schwarz-Rot-Gold. Er kleidete die Wetzlarer Mitglieder des Reichsbanners auf seine Kosten mit Uniformen ein, nahm an Umzügen in Wetzlar teil und stellte einen Leitz-Lkw zur Teilnahme an Reichstreffen zur Verfügung. Seine gegen die Nationalsozialisten gerichteten Aktivitäten gingen so weit, dass er in öffentlichen Versammlungen auftrat und die Nazis als „Braune Affen“ bezeichnete.
Leitz war daher für die neuen Machthaber ein Unternehmer, der mit seiner „politisch nicht einwandfreien Gesinnung“ keine Gewähr für die Leitung seines Betriebes im Sinne der nationalsozialistischen Staatsauffassung bot.
Obwohl Ernst Leitz als Hersteller der Leica, die auch zu Propagandazwecken eingesetzt wurde, großes öffentliches Ansehen genoss, war er als Alleininhaber des zweitgrößten optischen Werkes im Deutschen Reich und möglicher bedeutender Hersteller von Militäroptik mit seiner demokratischen Grundeinstellung für den von Anfang an geplanten Eroberungskrieg besonders gefährdet. Die Staatsführung schreckte in einem solchen Fall nicht davor zurück, schon früh ein für sie kriegswichtiges Unternehmen selbst in die Hand zu bekommen. Ein Beispiel dafür ist Hugo Junkers, der als Regimegegner schon bald nach der Machtergreifung zur Übereignung seiner Flugzeugwerke in Dessau gezwungen wurde, weil er sich dem Bau von Militärflugzeugen widersetzte.
Unter erheblicher Gefahr für sich selbst und unter Einsatz des Prestiges seines Unternehmens leistete Ernst Leitz zwischen 1933 und 1945 86 Personen wertvolle Hilfe oder rettete ihr Leben, davon 68 Personen, die aus rassistischen Gründen verfolgt wurden. Die meisten waren Juden. Bewusst stellte er gleich nach der Machtergreifung gefährdete Wetzlarer Juden in seinem Unternehmen ein und verschaffte vielen von ihnen Geld und Empfehlungsschreiben zur Ausreise insbesondere in die USA. Dort wurden viele Verfolgte in der New Yorker Unternehmensniederlassung angestellt, bis sie andere Arbeitsplätze finden konnten. Dieses Unternehmen wurde später in den USA als The Leica Freedom Train bezeichnet. Leitz erzählte auch seinem Enkel Knut Kühn-Leitz nie etwas aus der Zeit des Nationalsozialismus und schon gar nicht von seiner Hilfe für die Bedrängten. Für ihn war es kein Unterschied, ob jemand Jude oder Sozialdemokrat war; es waren Menschen, denen er half. Mit seinen Hilfsaktionen provozierte er ständig die neuen Machthaber.
Nach Ende des Zweiten Weltkriegs wurde bekannt, dass das nationalsozialistische Regime ständig beabsichtigte, den nach nationalsozialistischer Beschreibung „widerlichen Demokraten“ auszuschalten. Bereits im Jahr 1938 wurde der Verkaufsleiter der Leitz-Werke Alfred Türk verhaftet, weil er für jüdische Emigranten Empfehlungsschreiben an die New Yorker Niederlassung geschickt hatte. 1943 wurde Leitz’ Tochter Elsie verhaftet, weil sie für eine Wetzlarer Jüdin Fluchthilfe geleistet hatte. Sie war mehrere Monate im Gestapo-Gefängnis in Frankfurt eingesperrt. Die Einweisung in ein Konzentrationslager konnte ihr Vater abwenden.

## Auszeichnungen
- 1912: Ehrendoktorwürde der Ludwigs-Universität Gießen (als Dr. med. h. c.)
- 1925: Ehrensenator der Technischen Hochschule Karlsruhe
- 1941: Eiserne Senckenberg-Ehrenmünze
- 1941: Ehrensenator der Technischen Hochschule Darmstadt
- 1951: Ehrensenator der Universität zu Köln
- 1952: Großes Verdienstkreuz der Bundesrepublik Deutschland
- Ehrendoktorwürde der Philipps-Universität Marburg (als Dr. phil. h. c.)
- Ehrensenator der Philipps-Universität Marburg
- 2007 (postum): Courage to care Award der Anti-Defamation League für sein Engagement zur Rettung zahlreicher verfolgter Juden

„Mit Ernst Leitz steht ein Mensch unter uns, der das Wort Bürger, der auch Bürge ist für die anderen, höchst lebendig als Beispiel verkörpert.“

„Es gab Unternehmer, die alles taten, um jüdische Angestellte und deren Familien zu retten; großartige Persönlichkeiten und Industrielle wie Berthold Beitz, Robert Bosch, Ernst Leitz und Eduard Schulte.“